# Северо-Муйские огни (журнал)
«Северо-Муйские огни» — российский авторский литературный журнал, издающийся в п. Северомуйск (Бурятия), находящемся на трассе Байкало-Амурской железнодорожной магистрали.
Учредитель и главный редактор — Виталий Кузнецов.

## История
Основан 12 июня 2008 года.
Первые четыре номера журнала «Северо-Муйские огни» были распечатаны на обычном домашнем цветном принтере. Первое типографское издание тиражом 100 экз. вышло с № 5 за 2008 год.
Журнал публикует произведения как известных, так и начинающих писателей и поэтов, отдавая приоритет авторам, акцентирующих своё творчество на укреплении отношений природы и человека. Распространяется на территории России, стран СНГ, Европы и Северной Америки. Авторами выступают не только граждане России, но и Германии (Райнгольд Шульц), США, Австралии и других стран. Как отмечает журнал National Geographic, чьи журналисты путешествовали по БАМу в канун его 40-летия, «„Муйские огни“ превратились в культурный феномен, переросший масштабы крохотного бамовского поселка».
Журнал ведёт активную международную деятельность. В январе 2012 года журнал принят в Берлинский фонд современной литературы при институте русского языка и литературы.
В августе 2012 года крымская литературная академия (Симферополь) наградила «Северо-Муйские огни» грамотой «за вклад в укрепление творческих и дружеских связей между литераторами Крыма и Сибири».
В 2014 году Российская государственная библиотека признала журнал одним из лучших литературных изданий Сибири и официально предложила редакции журнала творческое сотрудничество на постоянной основе.
В этом же году заместитель главного редактора журнала Татьяна Логинова, работающая библиотекарем в библиотеке МКУ «Социально-культурный комплекс „Тоннельщик“» поселка Северомуйск, получила благодарность Российской государственной библиотеки «за пополнение фонда библиотеки журналами „Северо-Муйские огни“, накопление и сохранение интеллектуальной памяти страны».
В 2016 году двое авторов Северо-Муйских огней стали лауреатами международной литературной премии имени Эрнеста Хемингуэя: главный редактор журнала Виталий Кузнецов (за повесть «Рэк» в номинации «Лучшее детское произведение») и Валерий Кириченко (за очерк о творчестве Веры Полозковой в номинации «Критика»).
По сообщению корреспондента Новой газеты Елены Рачевой, зимой в редакции альманаха температура держится на уровне −10 °C.
Согласно странице журнала в VK (на январь 2024 года), в свет вышел уже 100-й номер «Северо-Муйских огней».
Журнал издаётся при поддержке старательской артели «Западная».

## Авторы
В журнале публиковались: Камиль Зиганшин, Юрий Егоров, Алёна Жукова, Михаил Спивак и др.